# Битка на Шупљем камену
Почетком 1904. године Централни одбор започео је припремање чете предводене за Порече. За војводу именован је Анђелко Алексић, са замеником Ђорђом Цветковићем (родом из Лешка, Тетово), са путовођом Василијем Трбићем. Чета је имала 24-25 човека. Чету су неспоразуми потресали од самог почетка, Најпре је Ђорђе Цветковић, који се прославио убиством турског насилника Ђор-Заима, одбио да крене јер није добио брзометку, коју је раније носио. Неспоразум је касније изглађен али је одложила почетак четовања. 22. маја ујутру прешли су границу код Буштрање, када је уследио нови сукоб између Анђелка, Ђорђа која се нису слагала са кретањем, који је водио Василије Трбић. Након тога Трбић се вратио у Србију, а чета остала без путовође. На Козјаку јој се прикључио хајдук Китан из Пољанице. 
Чета је после три дана откривена и опкољена турском војском на вису Шупљи Камен, изнад села Четирци код Куманова. Развио се бој прса у прса, четници су са бомбама натеривали Турке на одступ. На крају се показала турска премоћ, последњи преостали четник је остао војвода Анђелко Алексић. Турски командант, пруски ђак, Хамид-паша је наредио да га ухвате живог, како би преко њега оптужио званичну Србију. Војвода Анђелко је разбивши пушку и револвер о камен бацио међу Турке девет преосталих бомби. Оставши без ичега грчевито је стезао каму, са којом је себи пререзао грло.

## Списак погинулих четника
Позната имена 24 палих четника
- војвода Анђелко Алексић
- Ђорђе Цветковић
- Крста Мисајловић
- Марко Вељковић
- Манојло Анастасијевић
- Мицко Кузмановић
- Милан Дрндаревић
- Милутин Стојковић
- Стеван Шутовић
- Коце Аризановић
- Јован Радосављевић
- Тома Васиљевић
- Спира Пеливан
- Ђорђе Јанковић
- Спаса Ђорђевић
- Прока Стојановић
- Стојан Новаковић
- Биљан Чоковић
- Груја Стевковић
- Михајло Коцић
- Тоша Коцевић
- Стојан Симјановић
- Милан Ђорђевић
- Китан из Тетова